# Jean-Baptiste Élissalde
Jean-Baptiste Élissalde (* 23. November 1977 in La Rochelle, Département Charente-Maritime) ist ein ehemaliger französischer Rugby-Union-Spieler und derzeitiger Trainer. Er spielte als Gedrängehalb oder Verbinder für La Rochelle und Stade Toulousain sowie für die französische Nationalmannschaft.

## Karriere
Élissalde begann seine Karriere 1997 bei Stade Rochelais, dem Verein seiner Heimatstadt. Sein Debüt für die französische Nationalmannschaft gab er bei den Six Nations 2000 gegen Schottland. Er war zuvor als Ersatz für den verletzten Richard Dourthe in den Kader nominiert worden. Seit seinem Debüt hat er sich als vielseitiger und stabiler Spieler etabliert. 
Im Jahr 2002 wechselte Élissalde zu Toulouse, wo er sich mit zahlreichen anderen Nationalspielern messen musste und sich nicht immer durchsetzen konnte. So kam er beim Gewinn des Heineken Cup nicht zum Einsatz und wurde auch nicht für die Weltmeisterschaft in jenem Jahr berücksichtigt. Er kam bei den Six Nations 2004 zurück, wo er unter anderem gegen Wales 24 Punkte erzielte. In diesem Spiel verletzte er sich jedoch schwer und fiel für die restliche Saison aus. 
Im Jahr 2005 verpasste Élissalde erneut ein Finale im Heineken Cup, diesmal aufgrund einer Verletzung. Bei den Six Nations 2006 und 2007 wurde er zum Stammspieler und verdrängte Dimitri Yachvili. Beide Ausgaben des traditionsreichsten Turniers konnten die Franzosen für sich entscheiden. Bei der Weltmeisterschaft, die im eigenen Land stattfand, kam er in allen Partien zum Einsatz.
2008 erreichte Toulouse erneut das Finale des Heineken Cup, diesmal konnte auch Élissalde daran teilnehmen. Das Team verlor jedoch knapp gegen die irische Provinz Munster. Nachdem Toulouse 2010 den Heineken Cup gewonnen hatte, erklärte Élissalde seinen Rücktritt als Spieler. Seit der Saison 2010/11 ist er für seinen langjährigen Verein Stade Toulousain als Assistenztrainer tätig.